# Arp-Madore 417-391
Arp-Madore 417—391 — дві взаємодіючі галактики в сузір'ї Ерідана. Гравітаційна взаємодія між галактиками вирвала з них потоки зір і закрутила їх в гігантське кільце.

## Історія досліджень
Об'єкт був включений в «Каталог південних пекулярних галактик і асоціацій» (англ. A Catalogue Of Southern Peculiar Galaxies And Associations) — збірку галактик південного неба з незвичною формою, складену Халтоном Арпом і Баррі Мадоре, і зараз об'єкт часто позначають саме за номером в каталозі Арпома і Мадоре.
2022 року об'єкт став особливо відомим, коли космічний телескоп «Габбл» отримав його високоякісне зображення за допомогою камери ACS (англ. Advanced Camera for Surveys).

## Морфологія і фізика
Подібні кільця формуються під час злиття галактик лише при лобовому зіткненні двох галактик, існують близько 100 мільйонів років, потім структура розпадається, а через 1-2 мільярди років у дві галактики остаточно зливаються. Через необхідність дуже спеціальної геометрії зіткнення і нетривалий час існування, такі кільцеві структури є досить рідкими. Відомо близько 100 кільцевих структур у взаємодіючих галактиках, але лише невелика кількість зіткнень галактик спричиняє появи таких майже ідеальних кілець, як у Arp-Madore 417—391.